# 파울로 추빈스키

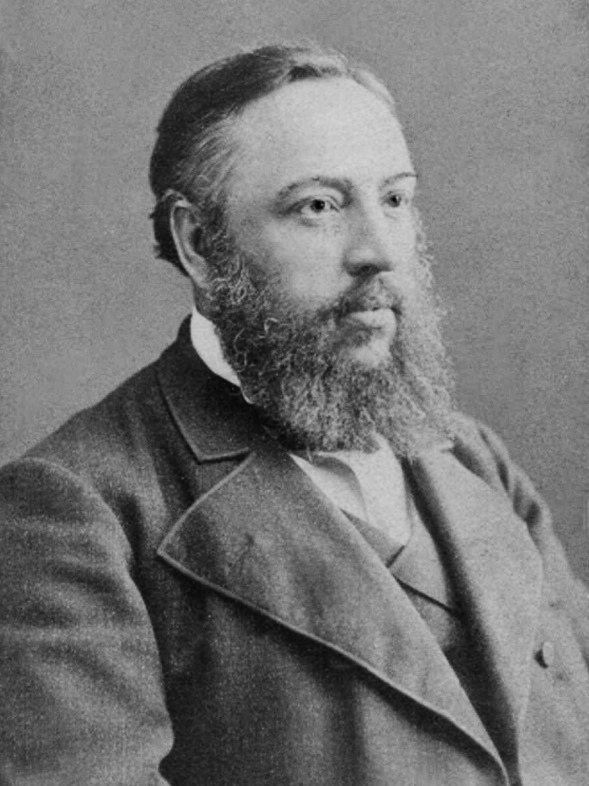
파울로 추빈스키의 모습

파울로 플라토노비치 추빈스키(우크라이나어: Павло́ Плато́нович Чуби́нський, 1839년 1월 27일 ~ 1884년 1월 26일)는 우크라이나의 음악가이다. 우크라이나의 국가인 《우크라이나의 영광은 사라지지 않으리》를 작사했다.